# 앤드류 로어

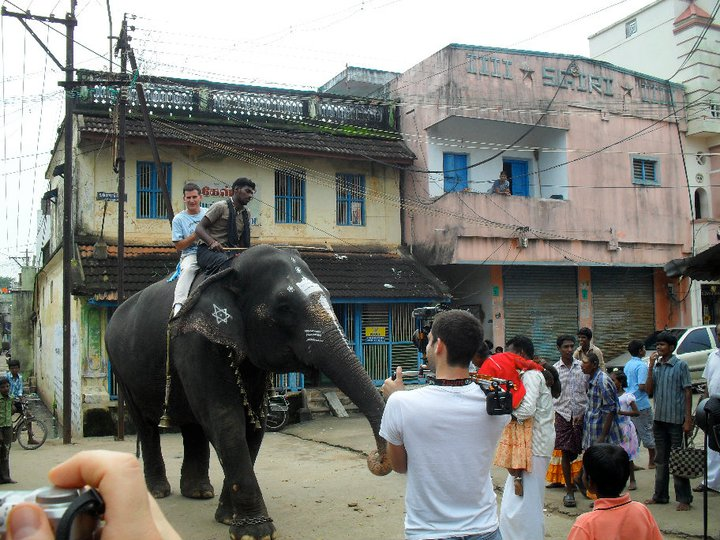

앤드루 라우어(Andrew Lauer, 1965년 6월 19일 ~ )는 미국의 배우이다.
샌타모니카에서 태어났다.

## 영화
- 스프레딩 다크니스 (2017년)
- 디 원 아이 로우트 포 유 (2014년)
- 싹스 (2013년)
- 어드벤처 오브 어 틴에이지 드래곤슬레이어 (2010년)
- 제인 도: 아이 오브 더 비홀더 (2008년)
- 래틀 바스켓 (2007년)
- 데이팅 게임즈 피플 플레이 (2005년)
- 킹: 잃어버린 세계 (2005년)
- H. G. Wells' War of the Worlds (2005)
- 비스트 오브 브레이 로드 (2005년)
- 건 샤이 (2000년)
- 홈 포 크리스마스 (1997년)
- 환희의 터치다운 (1991년)
- 용사들을 위하여 (1991년)
- 도어즈 (1991년)
- 화요일은 참으세요 (1989년)
- 7월 4일생 (1989년)
- 21 점프 스트리트 (1987년)